# John Parish
Pour les articles homonymes, voir Parish.
Ne pas confondre avec John Parrish.
John Parish (né le 11 avril 1959 à Yeovil, en Angleterre) est un musicien, compositeur et producteur britannique. Il est notamment connu pour ses collaborations avec la chanteuse et compositrice PJ Harvey, bien qu'ayant aussi travaillé avec Eels, Tracy Chapman, Arno et Giant Sand, entre autres.

## Biographie
Durant les années 1980, John Parish exerçait dans un groupe nommé Automatic Dlamini ayant une composition changeante et incluant même PJ Harvey de 1988 à 1991. Automatic Dlamini enregistra trois albums : The D is for Drum (1987), Here Catch Shouted his Father (1990 - non commercialisé), et From A Diva to a Diver (1992). Durant cette période Parish commence aussi sa carrière de producteur-enregistreur en travaillant avec quelques groupes britanniques comme The Chesterfields et The Brilliant Corners avant de coproduire l'album de PJ Harvey To Bring You My Love (1995), sur lequel il joue aussi de la guitare, de la batterie, des percussions et de l'orgue.
Parish part en tournée avec PJ Harvey en 1995 et 1996, ils enregistrent ensemble Dance Hall at Louse Point. Cet album atteint la 46e place des charts britanniques, et la 178e des charts américains. En 1997, il produit l'album Low Estate du groupe 16 Horsepower. En 1997-1998, il joue aussi sur l'album suivant de PJ Harvey Is This Desire (1998), puis écrit et enregistre la même année, la bande originale du film belge Rosie de Patrice Toye, pour lequel il reçoit le Prix spécial du Jury à la Biennale de la Musique de Film à Bonn en 1999. Celle-ci sortira en CD en 1998 et inclura une chanson interprétée par Alison Goldfrapp Pretty Baby. Il partira en tournée pour jouer cette musique accompagné par un orchestre en 1999. L'année suivante, il produit l'album de Giant Sand Chore of Enchantment (2000), et apparaît sur l'album de Goldfrapp Felt Mountain.
Il continuera sa carrière en cocomposant l'album Souljacker (2001) de Eels, et produisant Sparklehorse et Tracy Chapman. Il a aussi collaboré avec un certain nombre d'artistes européens, produisant par exemple des albums du Français Dominique A, des Belges Thou, des Suisses Magicrays, des Italiens Afterhours, Cesare Basile, et la diva italienne Nada. En parallèle, il enregistre et défend sur scène sa propre musique, travaillant avec un orchestre symphonique pour ses albums How Animals Move (2002) et Once Upon A Little Time (2005).
En 2006-2007, il retourne en studio pour travailler sur l'album White Chalk de PJ Harvey. Une autre collaboration des deux artistes verra le jour en mars 2009 : l'album s'intitule A Woman a Man Walked By. En 2007, il interprète une reprise de la chanson Vampiring Again de Califone, sortie par le label Thrill Jockey, commémorant les quinze ans du label. Cet album comprend aussi une reprise de la chanson Boxers de Parish par Howe Gelb. Parish repart en tournée avec PJ Harvey de 2009 à 2012.
Les 24 et 25 février 2011, il accompagne PJ Harvey sur la scène de l'Olympia, en France. En 2013 sort l'album Screenplay qui compile des extraits de plusieurs de ses bandes originales de films (parmi lesquelles Little Black Spiders et Nowhere Man de Patrice Toye, L'Enfant d'en haut d'Ursula Meier, Plein sud de Sébastien Lifshitz). L'année suivante sort également l'album du collectif Playing Carver dont il est l'un des membres, qui réunit autour de l'univers de l'écrivain américain Raymond Carver des musiciens d'horizons divers : Marta Collica (membre de son groupe de scène), Gaspard LaNuit et les musiciens du groupe parisien Atlas Crocodile (Boris Boublil, Marion Grandjean, Jeff Hallam, Csaba Palotaï).
L'année 2016 le voit de nouveau collaborer avec PJ Harvey, dont il co-produit avec Flood l'album The Hope Six Demolition Project et qu'il accompagne ensuite en tournée.

## Discographie partielle

### Compositeur-interprète
- 2000 : Rosie
- 2002 : How Animals Move
- 2005 : Once Upon a Little Time
- 2010 : She, A Chinese: Original Soundtrack
- 2013 : Screenplay
- 2014 : Playing Carver[7]
- 2018 : Bird Dog Dante

### Autres participations
- PJ Harvey - To Bring You My Love (1995) : producteur, guitare, orgue, percussions, batterie
- John Parish & Polly Jean Harvey - Dance Hall at Louse Point (1996) : producteur, musicien
- Spleen - Soundtrack to Spleen (1997) : cocompositeur, guitare, percussions
- 16 Horsepower - Low Estate (1997) : producteur, musicien
- PJ Harvey - Is This Desire? (1998) : musicien
- Spleen - Little Scratches (1998) : cocompositeur, guitare, percussions
- Giant Sand - Chore of Enchantment (2000) : producteur
- Goldfrapp - Felt Mountain (2000) : guitare, batterie
- Eels - Souljacker (2001) : producteur, cocompositeur, musicien
- Dominique A - Auguri (2001) : producteur, musicien
- Morning Star - My Place in the Dust (2001) : producteur
- Sparklehorse - It's a Wonderful Life (2001) : coproducteur, musicien
- Tracy Chapman - Let it Rain (2002) : producteur
- Pat MacDonald - Strange Love-Pm Does Dm (2003) : coproducteur, musicien
- Thou - I like Girls in Russia (2004) : producteur
- Morning Star - The Opposite Is True (2004) : producteur
- Jennie DeVoe - Fireworks and Karate Supplies : producteur
- Nada - Tutto l'amore che mi manca (2004) : producteur
- Magicrays - On the shoreline (2004) : producteur
- M. Ward - Transistor Radio (2005)
- Dionysos - Monsters in Love (2005) : producteur
- PJ Harvey - White Chalk (2007) : producteur
- Tom Brosseau - Cavalier (2007) : producteur
- Afterhours - I Milanesi Ammazzano il sabato (14 ricette di quotidiana macabra felicità) (2008) : coproducteur
- Jennie DeVoe - Untitled Fourth Studio Album : producteur
- John Parish & Polly Jean Harvey - A Woman a Man Walked By (30 mars 2009) : producteur, musicien
- PJ Harvey – Let England Shake (2011) : producteur, musicien
- Arno – Future Vintage (2012) : producteur
- Détroit – Droit dans le soleil, Horizons (2013) : producteur
- Orchestre Tout Puissant Marcel Duchamp – Rotorotor (2014) : producteur
- L'Étrangleuse – Memories to Come (2015) : producteur
- Arno – Human Incognito (2016) : producteur
- PJ Harvey – The Hope Six Demolition Project (2016) : coproducteur, musicien
- Rokia Traoré – Né So (2016) : coproducteur, musicien
- Orchestre Tout Puissant Marcel Duchamp – Sauvage Formes (2017) : producteur
- Aldous Harding - Party (2017) : producteur, musicien
- Arno – Santeboutique (2019) : producteur[8]
- Boucan - Déborder (2019) : producteur
- Eels - Extreme Witchcraft (2022) : producteur, cocompositeur
- Dry Cleaning - Stumpwork (2022)

## Filmographie
- 2012 : L'Enfant d'en haut d'Ursula Meier